# Чахурский, Владислав

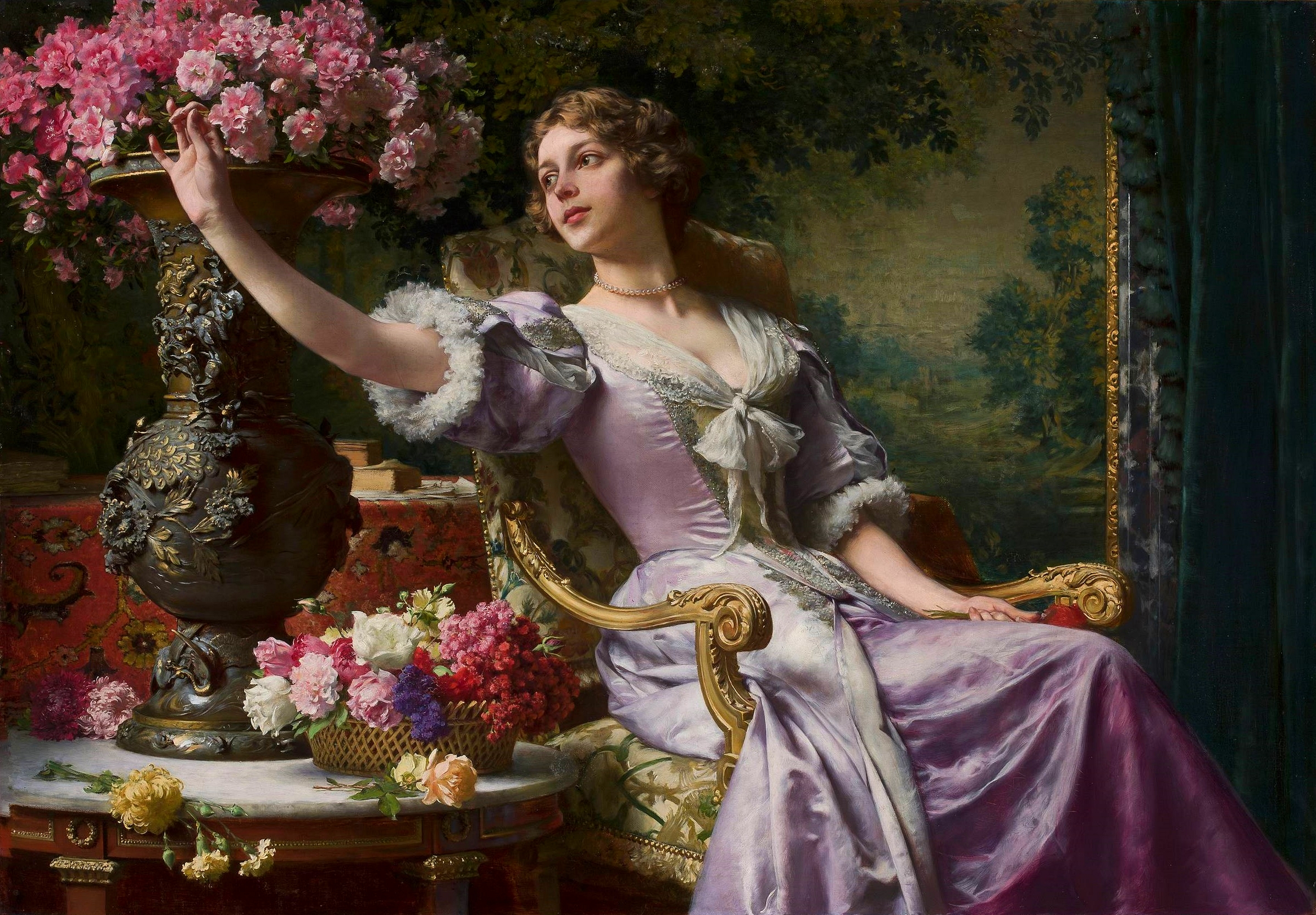
«Дама в лиловом платье»

Владислав Чахурский (пол. Władysław Czachórski; род. 25 сентября 1850 г. Люблин — ум. 13 января 1911 г. Мюнхен) — польский художник академического направления.

## Жизнь и творчество
В. Чахурский изучал живопись в варшавском классе рисунковом у Рафала Хадзевича, позднее — в Дрездене (1868) и в Мюнхене (1869—1873). В 1874—1877 годах он совершает поездку во Францию и Италию. С 1879 года живёт в Мюнхене, где работает профессором живописи в местной Академии искусств.
Темой для своих полотен художник выбирал жанровые сценки; писал также портреты и натюрморты, картины по произведениям Уильяма Шекспира. Находился под творческим влиянием голландских живописцев, в первую очередь Г. Терборха. Особую известность художнику принесли его женские портреты, сделанные с величайшим вниманием к деталям. Работы В. Чахурского были столь востребованы, что заказчикам приходилось дожидаться своей очереди до 2 лет. После смерти В. Чахурского некоторые польские художники (например Э. Невядомский в 1923 году) критиковали мастера, обвиняя его в космополитизме, коммерциализации искусства и даже в утрате таланта. Тем не менее работы В. Чахорского ценятся очень высоко.

## Избранные полотна
- Похороны Джульетты, 1874, частное собрание
- Кладбище в Венеции, 1876, Варшава, Народный музей
- Дама у окна, 1875, Познань, Народный музей
- Портрет матери, 1886, Варшава, Народный музей
- Натюрморт с цаплей, 1889, Варшава, Народный музей
- Девочка, Белосток, музей Подляшья
- Молчание, до 1900, Варшава, Народный музей
- Портрет Ядвиги Сенкевич, 1901, Кельце, Народный музей
- Портрет Станислава Чахорского, 1889, Варшава, Народный музей